# ザ・ビートルズ・アンソロジー3
『ザ・ビートルズ・アンソロジー3』（The Beatles Anthology 3）は、1996年にリリースされたビートルズのコンピレーション・アルバムである。CDで発売された後に3枚組LPレコードでも発売された。本作はアンソロジーCDシリーズの完結編にあたり、1968年に発売の『ザ・ビートルズ (ホワイト・アルバム)』から1970年に発売の『レット・イット・ビー』までの別テイクや未発表曲が収められている。
リマスタリングされた『ザ・ビートルズ・アンソロジー1』『ザ・ビートルズ・アンソロジー2』と、本作をコンパイルしたものが『The Beatles Anthology Box Set』として2011年6月4日に、iTunes Storeにて配信がスタートした。

## 概要
『ザ・ビートルズ・アンソロジー1』には「フリー・アズ・ア・バード」、『ザ・ビートルズ・アンソロジー2』には「リアル・ラヴ」と、ジョン・レノンが残したデモ・テープを基に生存のメンバー3人によって楽器やコーラスが足された音源が新曲として収録されていた。本作にも同じくレノンが残したデモ音源「ナウ・アンド・ゼン」を基に作業が行われていたが、デモ音源に入っていた雑音を完全に除去することができなかったことや、ポール・マッカートニー曰く「ジョージが気に入ってなかった」という理由から、最終的にお蔵入りとなった。この代替としてプロデューサーのジョージ・マーティンによるオーケストラのインストゥルメンタル「ア・ビギニング」が収録された。この楽曲は『ホワイト・アルバム』に収録の「ドント・パス・ミー・バイ」（リンゴ・スター作）のイントロとして作曲された楽曲だったが、最終的に没となった楽曲である。
ジャケットのアートワークは『リボルバー』のジャケット・デザインで知られるクラウス・フォアマンによるもので、『レット・イット・ビー』のアルバムジャケットのイメージを基調に描かれている。CDのレーベル面には『アンソロジー1・2』同様にアップル・レーベルが使われている。
本作に収録された『ザ・ビートルズ (ホワイト・アルバム)』、『アビイ・ロード』、『レット・イット・ビー』からのデモ音源およびアウトテイクの一部は、それぞれのスペシャル・エディションにも収録された（ミックスの違いなどについては後述にて）。

## 収録曲
- 特記がない限り作詞作曲はレノン＝マッカートニー。
- 原題の表記はApple Musicでの表記[9]、邦題の表記は公式サイトの曲目[10]に準拠。

### CD
| #         | タイトル                                                                                           | 作詞・作曲                                                                      | 時間  |
| --------- | -------------------------------------------------------------------------------------------------- | ------------------------------------------------------------------------------- | ----- |
| 1.        | 「ア・ビギニング」(A Beginning (Instrumental))                                                     | ジョージ・マーティン                                                            | 0:50  |
| 2.        | 「ハッピネス・イズ・ア・ウォーム・ガン」(Happiness Is a Warm Gun (Home Demo))                      |                                                                                 | 2:14  |
| 3.        | 「ヘルター・スケルター」(Helter Skelter (Take 2))                                                  |                                                                                 | 4:37  |
| 4.        | 「ミーン・ミスター・マスタード」(Mean Mr. Mustard (Home Demo))                                     |                                                                                 | 1:57  |
| 5.        | 「ポリシーン・パン」(Polythene Pam (Home Demo))                                                    |                                                                                 | 1:26  |
| 6.        | 「グラス・オニオン」(Glass Onion (Home Demo))                                                      |                                                                                 | 1:51  |
| 7.        | 「ジャンク」(Junk (Home Demo))                                                                     | ポール・マッカートニー                                                          | 2:24  |
| 8.        | 「ピッギーズ」(Piggies (Home Demo))                                                                | ジョージ・ハリスン                                                              | 2:01  |
| 9.        | 「ハニー・パイ」(Honey Pie (Home Demo))                                                            |                                                                                 | 1:19  |
| 10.       | 「ドント・パス・ミー・バイ」(Don't Pass Me By (Takes 3 & 5))                                       | リチャード・スターキー                                                          | 2:42  |
| 11.       | 「オブ・ラ・ディ、オブ・ラ・ダ」(Ob-La-Di, Ob-La-Da (Take 5))                                      |                                                                                 | 2:55  |
| 12.       | 「グッド・ナイト」(Good Night (Rehearsal & Take 34))                                               |                                                                                 | 2:38  |
| 13.       | 「クライ・ベイビー・クライ」(Cry Baby Cry (Take 1))                                                |                                                                                 | 2:46  |
| 14.       | 「ブラックバード」(Blackbird (Take 4))                                                             |                                                                                 | 2:18  |
| 15.       | 「セクシー・セディー」(Sexy Sadie (Take 6))                                                        |                                                                                 | 4:06  |
| 16.       | 「ホワイル・マイ・ギター・ジェントリー・ウィープス」(While My Guitar Gently Weeps (Demo))          | ジョージ・ハリスン                                                              | 3:27  |
| 17.       | 「ヘイ・ジュード」(Hey Jude (Take 2))                                                              |                                                                                 | 4:21  |
| 18.       | 「ノット・ギルティ」(Not Guilty (Take 102))                                                        | ジョージ・ハリスン                                                              | 3:22  |
| 19.       | 「マザー・ネイチャーズ・サン」(Mother Natures Son (Take 2))                                        |                                                                                 | 3:17  |
| 20.       | 「グラス・オニオン」(Glass Onion (Take 33))                                                        |                                                                                 | 2:08  |
| 21.       | 「ロッキー・ラックーン」(Rocky Raccoon (Take 8))                                                   |                                                                                 | 4:12  |
| 22.       | 「ホワッツ・ザ・ニュー・メリー・ジェーン」(What's The New Mary Jane (Take 4))                      | ジョン・レノン                                                                  | 6:12  |
| 23.       | 「ステップ・インサイド・ラヴ / ロス・パラノイアス」(Step Inside Love / Los Paranoias (Jam))        | ジョン・レノン ポール・マッカートニー ジョージ・ハリスン リチャード・スターキー | 2:30  |
| 24.       | 「アイム・ソー・タイアード」(I'm So Tired (Takes 3, 6 & 9))                                        |                                                                                 | 2:14  |
| 25.       | 「アイ・ウィル」(I Will (Take 1))                                                                  |                                                                                 | 1:55  |
| 26.       | 「ホワイ・ドント・ウィ・ドゥ・イット・イン・ザ・ロード」(Why Don't We Do It In the Road? (Take 4)) |                                                                                 | 2:15  |
| 27.       | 「ジュリア」(Julia (Take 2))                                                                       |                                                                                 | 1:58  |
| 合計時間: | 合計時間:                                                                                          | 合計時間:                                                                       | 73:55 |

| #         | タイトル | 作詞・作曲                                                                                   | 時間  |
| --------- | --- | -------------------------------------------------------------------------------------------- | ----- |
| 1.        | 「アイヴ・ガッタ・フィーリング」(I've Got a Feeling (Savile Row Sessions))                                                                                            |                                                                                              | 2:49  |
| 2.        | 「シー・ケイム・イン・スルー・ザ・バスルーム・ウィンドー」(She Came In Through the Bathroom Window (Savile Row Sessions))                                             |                                                                                              | 3:36  |
| 3.        | 「ディグ・ア・ポニー」(Dig A Pony (Savile Row Sessions)) |                                                                                              | 4:18  |
| 4.        | 「トゥ・オブ・アス」(Two Of Us (Savile Row Sessions)) |                                                                                              | 3:27  |
| 5.        | 「フォー・ユー・ブルー」(For You Blue (Savile Row Sessions)) | ジョージ・ハリスン                                                                           | 2:22  |
| 6.        | 「テディ・ボーイ」(Teddy Boy (Savile Row Sessions)) | ポール・マッカートニー                                                                       | 3:18  |
| 7.        | 「リップ・イット・アップ〜シェイク・ラトル・アンド・ロール〜ブルー・スエード・シューズ」(Rip It Up / Shake, Rattle and Roll / Blue Suede Shoes (Savile Row Sessions)) | ロバート・ブラックウェル、ジョン・マラスカルコ / チャールズ・カルフーン / カール・パーキンス | 3:10  |
| 8.        | 「ザ・ロング・アンド・ワインディング・ロード」(The Long And Winding Road (Savile Row Sessions))                                                                       |                                                                                              | 3:41  |
| 9.        | 「オー!ダーリン」(Oh! Darling (Savile Row Sessions)) |                                                                                              | 4:07  |
| 10.       | 「オール・シングス・マスト・パス」(All Things Must Pass (Demo)) | ジョージ・ハリスン                                                                           | 3:04  |
| 11.       | 「メイルマン・ブリング・ミー・ノー・モア・ブルース」(Mailman, Bring Me No More Blues (Savile Row Sessions))                                                           | ルース・ロバーツ （ 英語版 ） ビル・カッツ スタンリー・クレイトン                            | 1:56  |
| 12.       | 「ゲット・バック」(Get Back (Live at The Beatles Rooftop Concert)) |                                                                                              | 3:08  |
| 13.       | 「オールド・ブラウン・シュー」(Old Brown Shoe (Demo)) | ジョージ・ハリスン                                                                           | 3:02  |
| 14.       | 「オクトパス・ガーデン」(Octopus's Garden (Takes 2 & 8)) | リンゴ・スター                                                                               | 2:49  |
| 15.       | 「マックスウェルズ・シルヴァー・ハンマー」(Maxwell's Silver Hammer (Take 5))                                                                                          |                                                                                              | 3:49  |
| 16.       | 「サムシング」(Something (Demo)) | ジョージ・ハリスン                                                                           | 3:40  |
| 17.       | 「カム・トゥゲザー」(Come Together (Take 1)) |                                                                                              | 2:30  |
| 18.       | 「カム・アンド・ゲット・イット」(Come And Get It (Demo)) | ポール・マッカートニー                                                                       | 2:08  |
| 19.       | 「エイント・シー・スウィート」(Ain't She Sweet (Jam)) | ミルトン・エイジャー （ 英語版 ） ジャック・イェレン （ 英語版 ）                            | 2:23  |
| 20.       | 「ビコーズ」(Because (A Cappella)) |                                                                                              | 2:23  |
| 21.       | 「レット・イット・ビー」(Let It Be (Take 1)) |                                                                                              | 4:05  |
| 22.       | 「アイ・ミー・マイン」(I Me Mine (Take 16)) | ジョージ・ハリスン                                                                           | 1:47  |
| 23.       | 「ジ・エンド」(The End (Remix)) |                                                                                              | 2:52  |
| 合計時間: | 合計時間: | 合計時間:                                                                                    | 70:24 |

### アナログLP盤
アナログA面
1. ア・ビギニング
2. ハッピネス・イズ・ア・ウォーム・ガン
3. ヘルター・スケルター
4. ミーン・ミスター・マスタード
5. ポリシーン・パン
6. グラス・オニオン
7. ジャンク
8. ピッギーズ
9. ハニー・パイ
10. ドント・パス・ミー・バイ
11. オブ・ラ・ディ、オブ・ラ・ダ
12. グッド・ナイト

アナログB面
1. クライ・ベイビー・クライ
2. ブラックバード
3. セクシー・セディー
4. ホワイル・マイ・ギター・ジェントリー・ウィープス
5. ヘイ・ジュード
6. ノット・ギルティ
7. マザー・ネイチャーズ・サン

アナログC面
1. グラス・オニオン
2. ロッキー・ラクーン
3. ホワッツ・ザ・ニュー・メリー・ジェーン
4. ステップ・インサイド・ラヴ / ロス・パラノイアス
5. アイム・ソー・タイアード
6. アイ・ウィル
7. ホワイ・ドント・ウィ・ドゥ・イット・イン・ザ・ロード
8. ジュリア

アナログD面
1. アイヴ・ガッタ・フィーリング
2. シー・ケイム・イン・スルー・ザ・バスルーム・ウィンドー
3. ディグ・ア・ポニー
4. トゥ・オブ・アス
5. フォー・ユー・ブルー
6. テディ・ボーイ
7. リップ・イット・アップ〜シェイク・ラトル・アンド・ロール〜ブルー・スエード・シューズ

アナログE面
1. ザ・ロング・アンド・ワインディング・ロード
2. オー!ダーリン
3. オール・シングス・マスト・パス
4. メイルマン・ブリング・ミー・ノー・モア・ブルース
5. ゲット・バック
6. オールド・ブラウン・シュー
7. オクトパス・ガーデン
8. マックスウェルズ・シルヴァー・ハンマー

アナログF面
1. サムシング
2. カム・トゥゲザー
3. カム・アンド・ゲット・イット
4. エイント・シー・スウィート
5. ビコーズ
6. レット・イット・ビー
7. アイ・ミー・マイン
8. ジ・エンド

### カセットテープ
カセットA面
1. ア・ビギニング
2. ハッピネス・イズ・ア・ウォーム・ガン
3. ヘルター・スケルター
4. ミーン・ミスター・マスタード
5. ポリシーン・パン
6. グラス・オニオン
7. ジャンク
8. ピッギーズ
9. ハニー・パイ
10. ドント・パス・ミー・バイ
11. オブ・ラ・ディ、オブ・ラ・ダ
12. グッド・ナイト
13. クライ・ベイビー・クライ
14. ブラックバード
15. セクシー・セディー
16. ホワイル・マイ・ギター・ジェントリー・ウィープス

カセットB面
1. ヘイ・ジュード
2. ノット・ギルティ
3. マザー・ネイチャーズ・サン
4. グラス・オニオン
5. ロッキー・ラクーン
6. ホワッツ・ザ・ニュー・メリー・ジェーン
7. ステップ・インサイド・ラヴ / ロス・パラノイアス
8. アイム・ソー・タイアード
9. アイ・ウィル
10. ホワイ・ドント・ウィ・ドゥ・イット・イン・ザ・ロード
11. ジュリア

カセットC面
1. アイヴ・ガッタ・フィーリング
2. シー・ケイム・イン・スルー・ザ・バスルーム・ウィンドー
3. ディグ・ア・ポニー
4. トゥ・オブ・アス
5. フォー・ユー・ブルー
6. テディ・ボーイ
7. リップ・イット・アップ〜シェイク・ラトル・アンド・ロール〜ブルー・スエード・シューズ
8. ザ・ロング・アンド・ワインディング・ロード
9. オー!ダーリン
10. オール・シングス・マスト・パス
11. メイルマン・ブリング・ミー・ノー・モア・ブルース

カセットD面
1. ゲット・バック
2. オールド・ブラウン・シュー
3. オクトパス・ガーデン
4. マックスウェルズ・シルヴァー・ハンマー
5. サムシング
6. カム・トゥゲザー
7. カム・アンド・ゲット・イット
8. エイント・シー・スウィート
9. ビコーズ
10. レット・イット・ビー
11. アイ・ミー・マイン
12. ジ・エンド

## チャート成績

### 週間チャート
| チャート (1996年)                      | 最高位 |
| -------------------------------------- | ------ |
| オーストラリア (ARIA)                  | 3      |
| オーストリア (Ö3 Austria)              | 15     |
| ベルギー (Ultratop Flanders)           | 15     |
| ベルギー (Ultratop Wallonia)           | 11     |
| カナダ (RPM)                           | 3      |
| フィンランド (Suomen virallinen lista) | 7      |
| フランス (SNEP)                        | 9      |
| ドイツ (Offizielle Top 100)            | 9      |
| イタリア (Musica e dischi)             | 12     |
| 日本 (オリコン)                        | 5      |
| オランダ (MegaCharts)                  | 12     |
| ニュージーランド (RIANZ)               | 10     |
| ノルウェー (VG-lista)                  | 13     |
| スウェーデン (Sverigetopplistan)       | 5      |
| スイス (Schweizer Hitparade)           | 23     |
| UK アルバムズ (OCC)                    | 4      |
| US Billboard 200                       | 1      |

### 年間チャート
| チャート (1996年)          | 順位 |
| -------------------------- | ---- |
| カナダ (RPM Year-End)      | 62   |
| イタリア (Musica e dischi) | 86   |
| 日本 (オリコン)            | 174  |
| US Billboard 200           | 159  |

| チャート（1997年） | 順位 |
| ------------------ | ---- |
| US Billboard 200   | 107  |

## 認定
| 国/地域                    | 認定        | 認定/売上数 |
| -------------------------- | ----------- | ----------- |
| カナダ (Music Canada)      | 2× Platinum | 200,000^    |
| 日本 (RIAJ)                | Gold        | 181,000     |
| イギリス (BPI)             | Gold        | 100,000^    |
| アメリカ合衆国 (RIAA)      | 3× Platinum | 1,500,000^  |
| ^ 認定のみに基づく出荷枚数 |             |             |